# Знак президента Украины
Знак Президента Украины — один из официальных символов Президента Украины. Знак имеет форму орденской цепи, состоящей из медальона-подвески, 6 финифтевых медальонов и 12 декоративных звеньев. Знак Президента Украины изготовлен из жёлтого и белого золота 585 пробы, все его элементы соединены между собой фигурными кольцами. Президентский знак весит около 400 граммов.

## Описание
Нагрудный знак Президента не считается обязательным атрибутом, но главы большинства европейских государств им обладают: например, президентские коллары присутствуют среди символов власти Польши, Чехии, Болгарии, России, Молдавии и других. В некоторых странах для каждого нового главы государства изготовляют свой коллар, а предыдущий передаётся в экспозиции национальных музеев.
Семь медальонов нагрудного знака Президента расписаны вручную. На них в миниатюре изображены золотой княжеский трезубец, трезубец Владимира Великого, золотой галицкий Лев (герб Галицко-Волынского княжества), знак «Погони» (герб Великого княжества Литовского, в состав которого входили украинские земли), знак «Казак с мушкетом» (символ Гетманщины, Украинского казацкого государства), герб «Абданк-Сырокомля» (родовой герб Богдана Хмельницкого, под властью которого в XVII веке Украина объединилась в могущественное казацкое государство) и герб Украинской Народной Республики как первой попытки образования независимой Украины в XX веке.
Расписные медальоны чередуются с ювелирными: над лавровыми венками из белого золота вложены калиновые листья из жёлтого золота, по которым «рассыпаны» 96 полуторамиллиметровых гранаты, напоминающих ягодки калины. Каждый медальон испытан Пробирной палатой.
Застёжка на колларе не предусмотрена во избежание случайного расстёгивания.
И печать, и цвет хранятся в кожаных футлярах с бархатным ложементом и оттеснённым изображением Малого герба Украины.
Первый Президент, получивший официальные символы Президента Украины — Леонид Данидович Кучма.